# Nossa Senhora de Fátima (Macao)
Nossa Senhora de Fátima (花地瑪堂區S, Huādìmǎ TángqūP) è una suddivisione amministrativa di Macao, classificata come freguesia e appartenente al Consiglio di Macao.